# Карнебек-Бакс, Кристина
Кристина Карнебек-Бакс (нидерл. Christina Karnebeek-Backs; 2 октября 1849 — 7 октября 1959) — голландская долгожительница, являлась старейшим живущим человеком в мире с 17 октября 1958 года до своей кончины 7 октября 1959 в возрасте 110 лет и 5 дней. Звание старейшей женщины в Нидерландах она получила только после смерти, по неизвестным причинам при жизни не была зафиксирована Книгой рекордов Гиннесса как старейший живущий человек; последней из родившихся в 1840-х годах дожила  до второй половины XX века.

## Биография
Кристина Бакс родилась 2 октября 1849 в Холтерхуке, Нидерланды (небольшом поселении в окрестностях Эйбергена). 11 ноября 1897 года Бакс вышла замуж за Антониуса Бернардуса Карнебека (1855—1922). Вместе они жили на ферме в Холтерхуке. Её муж умер в 1922 году в возрасте 67 лет. Год удерживала титул старейший женщины после смерти американки Нэнси Райан в возрасте 109 лет.
Умерла через пять дней после своего 110-го дня рождения, поздно вечером.